# South Pekin (Illinois)
South Pekin es una villa ubicada en el condado de Tazewell en el estado estadounidense de Illinois. En el Censo de 2010 tenía una población de 1146 habitantes y una densidad poblacional de 884,95 personas por km².

## Geografía
South Pekin se encuentra ubicada en las coordenadas 40°29′45″N 89°39′9″O / 40.49583, -89.65250. Según la Oficina del Censo de los Estados Unidos, South Pekin tiene una superficie total de 1.29 km², de la cual 1.29 km² corresponden a tierra firme y (0%) 0 km² es agua.

## Demografía
Según el censo de 2010, había 1146 personas residiendo en South Pekin. La densidad de población era de 884,95 hab./km². De los 1146 habitantes, South Pekin estaba compuesto por el 98.17% blancos, el 0.35% eran afroamericanos, el 0.17% eran amerindios, el 0.09% eran asiáticos, el 0% eran isleños del Pacífico, el 0.26% eran de otras razas y el 0.96% pertenecían a dos o más razas. Del total de la población el 1.31% eran hispanos o latinos de cualquier raza.